# Джордж Сіерл
Джордж Сіерл (англ. George Mary Searle; 27 червня 1839, Лондон — 7 липня 1918) — американський астроном англійського походження.

## Біографія
Народився 27 червня 1839 року в Лондоні, Англія. Сім'я Джорджа Серлі переїхала до Бостона, коли він був ще немовлям. Він незабаром залишився сиротою, і опікувався родичами. Навчався в Гарварді. Після отримання ступеня бакалавра в 1857 році і ступеня магістра в 1860 році, працював астрономом в обсерваторії Дадлі в Олбані, штат Нью-Йорк. Він відкрив астероїд 55 Пандора у 1858 році.
Під час навчання математики у військово-морському училищі в Ньюпорті, Род-Айленд, перейшов в католицизм. 25 березня 1871 став католицьким священиком.
Був професором богослов'я у семінарії в Нью-Йорку і Вашингтоні, округ Колумбія. У католицькому університеті заснував обсерваторію і отримав перший докторський ступінь в університету в 1896 році.
Написав сім книг і десятки наукових статей.